# Embalse de Siles
La presa de Siles, o también conocida como el pantano de Siles, es un embalse situado en el parque natural de las Sierras de Cazorla, Segura y Las Villas, al noreste de la provincia de Jaén, Andalucía. Se trata de un embalse que recibe su agua del río Guadalimar, encontrándose cercano a su cabecera y perteneciente a la Confederación Hidrográfica del Guadalquivir.
El embalse se encuentra casi en su totalidad en el término municipal de Siles (Jaén), aunque entra aproximadamente 500 metros en el término de Villaverde de Guadalimar. Recibe el nombre de Presa de Siles, al encontrarse la presa en el municipio de misma nomenclatura.
El embalse tiene una extensión de 213.00 ha, con una capacidad para almacenar 30,5 hm³ de agua. El tipo de presa es de Arco Gravedad y se terminó de construir en el año 2015. La presa tiene una altura de 52 metros y una longitud de coronación de 271 metros. La cota de coronación es de 700 metros, mientras que la cota de cimientos es de 650 metros y la cota del lecho del cauce es de 655 metros. El volumen del cuerpo de la presa es de 500,000 m³.
La presa cuenta con dos desagües de fondo, cada uno con un diámetro de 1.5 metros y un caudal máximo de 25 m³/s. El aliviadero es de tipo labio fijo, con dos vanos de 10 metros cada uno y una capacidad total de 1,500 m³/s.

## Usos y Beneficios
La presa de Siles se utiliza principalmente para el abastecimiento de agua y el riego. Además, contribuye a la regulación del caudal del río Guadalimar y a la prevención de inundaciones en la región.